# La Voz (álbum)
La voz es el título del álbum debut de estudio en la carrera como solista grabado por el cantautor puertorriqueño-estadounidense Héctor Lavoe, se grabó en Good Vibrations Sound Studios en 1440 Broadway, en la ciudad de Nueva York en el año 1974 como álbum de estudio y fue lanzado en 1975 por el sello Fania Records. Algunos temas destacados de esta producción son los populares y clásicos temas Mi gente, El todopoderoso, Rompe Saragüey y el bolero Tus ojos. El álbum recibió diversos premios a mediados de la década de los 70's.

## Producción
Para 1974, luego de la separación de Héctor y Willie, se comienza a grabar La voz, el primer disco solista de Lavoe bajo la producción de Willie Colón, la orquesta prácticamente siguió siendo la misma que lo había acompañado en su primera etapa, ya que la base rítmica de la banda se había quedado, Héctor añadió dos trompetas a los vientos.

## Lanzamiento
Héctor Lavoe hizo su debut como cantante solista en 1975 con La voz. El tema Mi gente fue muy pedido en sus conciertos como solista y en sus presentaciones con la Fania All Stars, otra canción que escaló en la lista de éxitos musicales fue El Todopoderoso, al igual que Rompe Saragüey.  Para el año 2009 el sello Fania volvió a lanzar este álbum bajo el nombre "La voz" Fania Masterworks y cuenta con las canciones originales remasterizadas sumadas a cuatro temas sin editar que son Mi gente, Paraíso de dulzura, Tus ojos y Rompe Saragüey.

## Lista de canciones
| N.º | Título                 | Compositor(es)                               | Duración |  |
| 1.  | «El todopoderoso»      | Perucho Torcat / Willie Colón & Héctor Lavoe | 4:20     |  |
| 2.  | «Emborrachame de amor» | Mario Cavagnaro                              | 2:59     |  |
| 3.  | «Paraíso de dulzura»   | Héctor Lavoe                                 | 4:35     |  |
| 4.  | «Un amor de la calle»  | Orlando Brito                                | 3:23     |  |
| 5.  | «Rompe Saragüey»       | Virgilio González                            | 6:32     |  |
| 6.  | «Mucho amor»           | Roberto García                               | 2:10     |  |
| 7.  | «Tus ojos»             | José Luis Delgado Pérez                      | 3:34     |  |
| 8.  | «Mi gente»             | Johnny Pacheco                               | 5:30     |  |

## Premios
En 1975, esta producción alcanzó el disco de oro y en mayo del siguiente año, Héctor ganó los premios de la revista Latin NY como Mejor Vocalista Masculino y Mejor Conjunto. Para el año 2006 el álbum ingresó a los Top Tropical Albums de los Billboard estando entre los 20 primeros.

## Otros datos
- En el juego Grand Theft Auto: Vice City Stories, se puede oír la canción Mi Gente en la emisora Radio Espantoso.[4]
- Las canciones Mi gente y El Todopoderoso aparecen en la película Carlito's Way protagonizada por Al Pacino en 1993.[4]

## Músicos
- Voz - Héctor Lavoe
- Coros - Héctor Lavoe, Willie Colón, Rubén Blades y Willie García
- Trombones - Tom Malon y José Rodríguez
- Trompetas - Ray Maldonado (solo en Mi Gente) y Héctor Zarzuela (solo en Rompe Saragüey)
- Piano - Mark Dimond
- Bajo - Eddie “Guagua” Rivera
- Bongo - José Mangual Jr.
- Conga - Milton Cardona
- Timbales - Nicky Marrero

## Créditos
- Productor - Willie Colón
- Arreglos musicales – Willie Colón, José Febles y Louie Ramírez
- Ingeniero de sonido – Jon Fausty
- Carátula y Fotos - Lee Marshall